# Campionati del mondo di corsa in montagna 1996
I Campionati del mondo di corsa in montagna 1996 si sono disputati a Telfes im Stubai, in Austria, il 1º settembre 1996 sotto il nome di "World Trophy". Il titolo maschile è stato vinto da Antonio Molinari, quello femminile da Gudrun Pflüger. Telfes im Stubai ha ospitato per la seconda volta i mondiali di specialità, la prima volta fu nel 1990.

## Uomini Seniores
Individuale
| Pos.    | Atleta              | Nazione       | Tempo    |
| ------- | ------------------- | ------------- | -------- |
| Oro     | Antonio Molinari    | Italia        | 56'21"   |
| Argento | Severino Bernardini | Italia        | 58'42"   |
| Bronzo  | Helmut Schmuck      | Austria       | 59'25"   |
| 4       | Peter Schatz        | Austria       | 59'27"   |
| 5       | Aaron Strong        | Nuova Zelanda | 59'28"   |
| 6       | Lucio Fregona       | Italia        | 59'33"   |
| 7       | Jean Paul Payet     | Francia       | 59'36"   |
| 8       | Ladislav Raim       | Rep. Ceca     | 59'42"   |
| 9       | Andy Peace          | Inghilterra   | 59'45"   |
| 10      | Tommy Murray        | Scozia        | 1h00'14" |

Squadre
| Pos.    | Squadra | Punti |
| ------- | ------- | ----- |
| Oro     | Italia  | 24    |
| Argento | Austria | 57    |
| Bronzo  | Francia | 65    |

## Uomini Juniores
Individuale
| Pos.    | Atleta                 | Nazione    | Tempo  |
| ------- | ---------------------- | ---------- | ------ |
| Oro     | Marco De Gasperi       | Italia     | 37'31" |
| Argento | Alberto Mosca          | Italia     | 38'27" |
| Bronzo  | Jerome Van de Meersche | Belgio     | 38'47" |
| 4       | Lukas Eberle           | Svizzera   | 38'52" |
| 5       | Martin Bialek          | Slovacchia | 38'54" |
| 6       | Petr Losman            | Rep. Ceca  | 38'59" |
| 7       | Tim Davies             | Galles     | 39'17" |
| 8       | Emanuele Manzi         | Italia     | 39'27" |
| 9       | Manuel Desch           | Austria    | 39'40" |
| 10      | Keiran Lynch           | Irlanda    | 39'42" |

Squadre
| Pos.    | Squadra  | Punti |
| ------- | -------- | ----- |
| Oro     | Italia   | 11    |
| Argento | Galles   | 35    |
| Bronzo  | Svizzera | 38    |

## Donne Seniores
Individuale
| Pos.    | Atleta              | Nazione     | Tempo  |
| ------- | ------------------- | ----------- | ------ |
| Oro     | Gudrun Pflüger      | Austria     | 40'56" |
| Argento | Isabelle Guillot    | Francia     | 41'09" |
| Bronzo  | Catherine Lallemand | Belgio      | 41'18" |
| 4       | Izabela Zatorska    | Polonia     | 41'39" |
| 5       | Flavia Gaviglio     | Italia      | 41'52" |
| 6       | Heather Heasman     | Inghilterra | 42'21" |
| 7       | Rosita Rota Gelpi   | Italia      | 42'38" |
| 8       | Martine Javerzac P. | Francia     | 42'53" |
| 9       | Evelyne Mura H.     | Francia     | 43'22" |
| 10      | Angie Hulley        | Inghilterra | 43'27" |

Squadre
| Pos.    | Squadra     | Punti |
| ------- | ----------- | ----- |
| Oro     | Francia     | 19    |
| Argento | Italia      | 23    |
| Bronzo  | Inghilterra | 29    |

## Medagliere
| Posizione | Paese       | Oro | Argento | Bronzo | Totale |
| --------- | ----------- | --- | ------- | ------ | ------ |
| 1         | Italia      | 4   | 3       | 0      | 7      |
| 2         | Austria     | 1   | 1       | 1      | 3      |
| 2         | Francia     | 1   | 1       | 1      | 3      |
| 4         | Galles      | 0   | 1       | 0      | 1      |
| 5         | Belgio      | 0   | 0       | 2      | 2      |
| 6         | Inghilterra | 0   | 0       | 1      | 1      |
| 6         | Svizzera    | 0   | 0       | 1      | 1      |